# Наговіцино (Дебьоський район)
Нагові́цино (рос. Наговицыно) — присілок в Дебьоському районі Удмуртії, Росія.

## Населення
Населення — 33 особи (2010; 35 в 2002).
Національний склад станом на 2002 рік:
- росіяни — 77 %

## Урбаноніми[3]
- вулиці — Наговіцинська